# Santa della Pietà
Santa della Pietà, anche nota come Sanza o Samaritana (Venezia, ... – dopo il 1774), è stata una cantante, compositrice e violinista italiana della Repubblica di Venezia.

## Biografia
Fu una trovatella ricoverata in tenera età all'Ospedale della Pietà, ove ricevette una completa educazione musicale fin dalla prima infanzia presso il coro, la scuola di musica annessa al convento. È nota per essere stata contralto solista, violinista e compositrice durante gli incarichi di Giovanni Porta, Nicola Porpora e Andrea Bernasconi come dirigenti della scuola. Studiò violino con Anna Maria della Pietà (detta anche ″Anna Maria dal violin″) e per esserle succeduta come direttrice dell'orchestra della scuola intorno al 1740. In questo periodo eseguì almeno sei dei concerti scritti da Antonio Vivaldi per Anna Maria. Ai giorni nostri è pervenuto solo un'opera di Santa, un adattamento in Re del Salmo 113.
Insieme ad Agata e Michielina della Pietà, Santa fu una dei tre trovatelli residenti all'Ospedale a diventare in seguito compositrice. Non si sa altro di lei.